# 단독강화 (드라마)
《단독강화》는 1983년 1월 29일에 방영된 TV문학관이다. 원래 1982년 6월 19일 방영 예정이었지만, 6월 초 사전 대본 검열을 거쳐 완성된 드라마를 당시 KBS 사장이 직접 시사한 뒤 얼마 지나지 않아 '방영불가' 결정이 내려졌다. 방영불가 이유로는 한국전쟁을 이데올로기가 아닌 휴머니즘의 시각에서 조명, 민족의 동질성을 확인한 원작의 내용이 당시 집권층의 심기를 거슬려 결국 불방에까지 이른 것이 아닌가 하는 김홍종 PD의 추측만 있을 따름이다. 그나마 몇 달 뒤 1983년 1월 29일 방영 예정이었던 작품의 제작이 차질을 빚게 되자 부분 수정을 거친 뒤 가까스로 해당 일자에 방영될 수 있었다.

## 출연
- 장항선
- 정동환
- 김순철
- 김희진
- 문오장
- 이치우
- 이일웅
- 김봉근
- 김병기
- 안병경
- 임혁
- 최창호
- 이현두
- 김해권
- 서상익
- 기정수
- 하대경
- 이한수
- 김영철
- 맹호림
- 박태서
- 안성호
- 이성호
- 송종원
- 고희준
- 전병옥
- 서영진
- 정종준
- 임혁주